# هلموت هويبنر
هلموت غنثر غودات هويبنر (8 يناير 1925 – 27 أكتوبر 1942) كان أصغر معارضي الرايخ الثالث حكمت عليه محكمة الشعب الخاصة بالإعدام مع تنفيذ الحكم. 

## حياته
ينحدر هويبنر من عائلة دينية غير مسيّسة من مدينة هامبورغ، ألمانيا. كان منتسبًا إلى كنيسة يسوع المسيح لقديسي الأيام الأخيرة، مثل والدته وجدّيه. أطلق عليه والده بالتبنّي، الذي كان من أنصار النازية، اسمَ هويبنر.
منذ طفولته المبكرة، التحق هويبنر بالكشافة، التي كانت منظمة تدعمها بقوة كنيسة يسوع المسيح لقديسي الأيام الأخيرة. ولكن في عام 1935، حظر القوميون الاشتراكيون نشاطات الكشافة في ألمانيا. التحق هيوبنر بمنظمة شباب هتلر، وفقًا للمتطلبات الحكومية، ولكنه عارض في ما بعد عمليات ليلة البلور، عندما راح النازيون بمَن فيهم منظمة شباب هتلر يدمّرون محلات اليهود وبيوتهم.
عندما عمد أحد قادة الكنيسة المحلية، الذي انضم إلى الكنيسة قبل سنتين فقط، إلى منع اليهود من حضور الشعائر الدينية، وجد هويبر نفسه على طرف النقيض من هذه السياسة الجديدة، ومع ذلك، تابع حضور الشعائر مع أصدقائه الذين كان لديهم نفس الموقف، إذ طرحت كنيسة قديسي الأيام الأخيرة المسألة للنقاش. في ما بعد، ذكر صديقه ورفيق دربه في المقاومة رودولف «رودي» فوبه أنه من بين ألفيّ منتسبٍ لكنيسة قديسي الأيام الأخيرة في منطقة هامبورغ، كان 7 منهم مناصرين للنازيين، وتصادف أن 5 منهم كانوا في أبرشية سانت جورج، وكانوا مسؤولين عن إثارة الخلاف ضد الأكثرية التي كانت إما على الحياد أو معارضة للنازيين.
بعد إتمام هويبنر المدرسة الإعدادية في العام 1941، التحق ببرنامج تدريب إداري في دائرة هامبورغ الاجتماعية، حيث التقى هيوبنر غيرَه من المتدرّبين، كان أحدهم غيرهارد ديوير الذي جنّده في ما بعد في حركة مقاومة النازيين. في حمام عام، التقى هويبنر أصدقاءً جددًا، كان أحدهم من عائلة ذات خلفية شيوعية، ومن ثم راح هويبنر يستمع إلى بث إذاعات العدو. كان الاستماع إلى محطات معادية أمرًا مخالفًا للقانون في ألمانيا النازية، واعتُبر نوعًا من أنواع الخيانة. في صيف نفس العام، عثر هويبنر على المذياع الخاص بأخيه غير الشقيق الأكبر سنًّا في خزانة الملابس ضمن الرواق. حصل غيرهارد على ذلك المذياع في تلك السنة من جندي عائد من خدمته العسكرية في فرنسا. وهكذا، بدأ هلموت يستمع إلى إذاعة البي بي سي، ووظّف ما سمعه لتأليف عدة نصوص مناهضة للنازيين ومنشورات معارضة للحرب حرص على نسخها. كان هدفه من تلك المنشورات تنبيه الناس إلى مدى التحريف الذي تتسم به التقارير الرسمية النازية القادمة من برلين عن الحرب العالمية الثانية، والكشف عن السلوكيات الإجرامية لكلّ من أدولف هتلر، ويوزيف غولبز، وغيرهما من القياديين النازيين. كان من ضمن الموضوعات التي طرحها هويبنر في كتاباته عبثيةُ الحرب وهزيمة ألمانيا التي تلوح في الأفق. عرّج على ذكر سوء المعاملة التي تحصل ضمن منظمة شباب هتلر نفسها.

يذكر هويبنر مثلًا في إحدى كرّاساته:
أيها الفتية الألمان! هل تعلمون أن البلاد دون حرية ما هي إلا دولة إرهاب وطغيان؟ نعم، إنكم على علم بذلك، ولكنكم تخشون الخوض في حديث كهذا. لقد أرهبوكم إلى درجة تمنعكم حتى من الكلام خوفًا من الانتقام والعقوبة. لا بد أنكم على حق؛ فهذه هي ألمانيا –ألمانيا الهتلرية! عبر وسائلهم الترويعية معدومة الضمير الموجهة ضد الشباب والشيوخ، الرجال والنساء، نجح النازيون في مسخكم إلى دمىً جبانة تسعى في تلبية رغباتهم. - هلموت هيوبنر
في أواخر عام 1941، ضمّ هويبنر إلى نشاطه بالاستماع إلى الراديو ثلاثة أصدقاء: كارل هاينتس شنيبه، ورودي فوبه، صديقه من كنيسة قديسي الأيام الأخيرة، ولاحقًا غيرهارد دوفير. اشترك هويبنر مع أصدقائه بتوزيع 60 منشورًا بمحتوى مكتوب على الآلة الكاتبة مستقى من بث الإذاعة البريطانية. وزّع الأصدقاء المناشير في هامبورغ بكاملها، ولجؤوا إلى أساليب التعليق السري على لوحات الإعلان، أو وضعها في صناديق البريد، أو دسّها في جيوب معاطف الناس.